# Indigofera chenii
Indigofera chenii är en ärtväxtart som beskrevs av S.S.Chien. Indigofera chenii ingår i släktet indigosläktet, och familjen ärtväxter. Inga underarter finns listade i Catalogue of Life.